# Sturgeon (Missouri)
Sturgeon è un comune degli Stati Uniti d'America, situato nello Stato del Missouri, nella contea di Boone.